# Estourmel
Estourmel település Franciaországban, Nord megyében. Lakosainak száma 470 fő (2022. január 1.). Estourmel Carnières, Wambaix, Awoingt, Cattenières és Cauroir községekkel határos.

## Népesség
A település népességének változása:
| Lakosok száma | 451  | 461  | 467  | 461  | 460  | 458  | 457  | 455  | 470  |
|               | 2013 | 2015 | 2016 | 2017 | 2018 | 2019 | 2020 | 2021 | 2022 |